# Fernmeldeturm Wahnbek
Der Wahnbeker Fernmeldeturm ist ein Funkturm im Rasteder Ortsteil Wahnbek bei Oldenburg in Niedersachsen. Als Typenturm FMT 2/73 ähnelt er anderen Türmen dieser Bauart wie etwa dem Fernmeldeturm Freienwill oder dem Fernmeldeturm Ebbegebirge.

## Turm

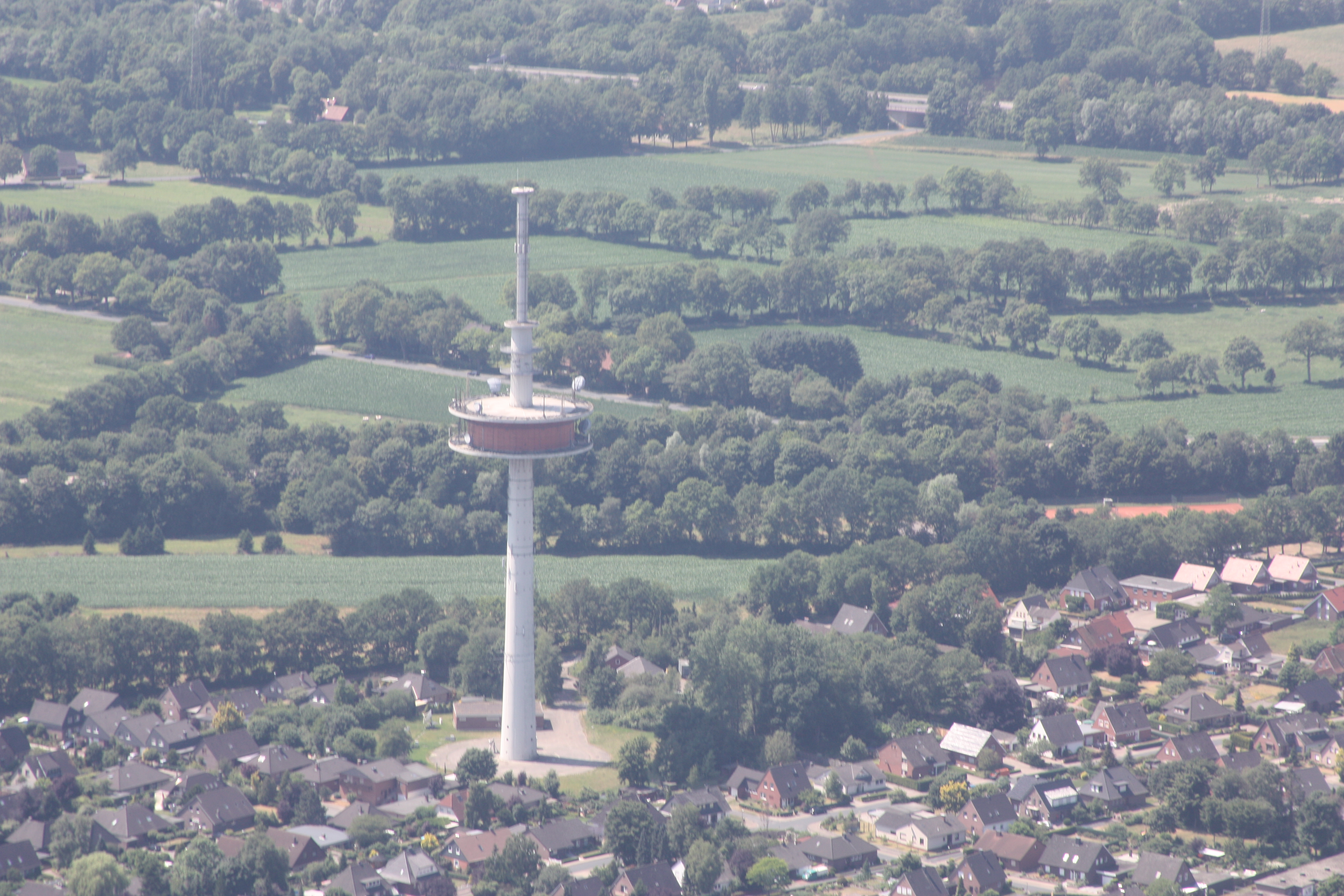
Fernmeldeturm Wahnbek aus der Luft

Der Fernmeldeturm (Typenturm 2/73) wurde im Jahr 1974 von der Deutschen Bundespost errichtet. Betreiber und Eigentümer der Richtfunkanlage ist heute die Deutsche Funkturm (DFMG), ein Tochterunternehmen der Deutschen Telekom. Der aus Stahlbeton errichtete Turm ist 134 Meter hoch. Die untere Plattform befindet sich in 75 Meter, die obere Plattform in 83 Meter Höhe.
Der Turm befindet sich mitten im Ort Wahnbek in einer Wohnsiedlung. Angrenzend liegen die Straßen Emsstraße, Am Turm und Sandbergstraße. In letzterer befindet sich auch die Zufahrt zum Betriebshof.

## Adventskranz
Der Wahnbeker Fernmeldeturm steht zum wiederholten Male als höchster und größter Adventskranz der Welt im Guinness-Buch der Rekorde. Am 28. November 1999 (1. Advent) wurde der Turm zum ersten Mal von Wahnbeker Privatleuten mit Einverständnis der Deutschen Telekom zum leuchtenden Adventskranz umgestaltet. Zu diesem Zweck wurden beide Plattformen mit Glühlampen umrandet und miteinander verbunden. Daraus ergibt sich der Eindruck eines breiten Zylinders. An vier Stellen des oberen Kreisrandes wurden weitere Lichterketten mit der Spitze des Turms verbunden. Diese erste Turmillumination wurde bereits von Guinness anerkannt.
Im folgenden Jahr wurde der Turm um eine sechs Meter lange beleuchtete Turmspitze erhöht, so dass der anerkannte Rekord heute bei 140 Metern liegt. Im Jahr 2003 erhielt der Adventskranz zum ersten Male vier sechs Meter hohe Kerzen, die sich entsprechend den vier Adventssonntagen einschalten lassen.
In der Silvesternacht werden die Lichterketten zum Jahreswechsel über einen Computer in ein Blink- und Lauflicht verwandelt. Die Illumination beginnt jedes Jahr am 1. Adventsonntag und endet am Dreikönigsfest (6. Januar). Bei entsprechendem Wetter ist der Turm im beleuchteten Zustand 30 Kilometer weit zu sehen.
2009 kam es in der Elektrik der Weihnachtsbeleuchtung zu einem Schwelbrand, der jedoch schnell wieder gelöscht werden konnte. Seitdem wird der Fernmeldeturm aus Sicherheitsgründen nicht mehr beleuchtet und die Ära des Wahnbeker Adventskranzes endete.

## Frequenzen und Programme

### Analoger Hörfunk (UKW)
| Frequenz (MHz) | Programm               | RDS PS   | RDS PI | Regionalisierung | ERP (kW) | Richtcharakteristik rund (ND)/gerichtet (D) | Polarisation horizontal (H)/vertikal (V) |
| -------------- | ---------------------- | -------- | ------ | ---------------- | -------- | ------------------------------------------- | ---------------------------------------- |
| 88,7           | Radio Nordseewelle     | NORDSEE_ | 1888   | Oldenburg        | 0,2      | D (40–190°, 230–330°)                       | H                                        |
| 102,8          | Deutschlandfunk Kultur | Dlf_Kult | D220   | –                | 1        | D (40–190°, 230–330°)                       | H                                        |
| 103,5          | Energy Bremen          | EnrgyBRE | 1342   | Oldenburg        | 0,5      | D (150–280°)                                | H                                        |
| 104,1          | Radio 21               | RADIO_21 | D38A   | Oldenburg        | 0,24     | D (130–260°)                                | H                                        |
| 106,5          | oldenburg eins         | O1_Lokal | 1087   | –                | 1        | D (70–210°, 310–10°)                        | H                                        |

### Analoges Fernsehen (PAL)
Vor der Umstellung auf DVB-T diente der Sendestandort für analoges Fernsehen:
| Kanal | Frequenz (MHz) | Programm       | ERP (kW) | Richtcharakteristik rund (ND)/ gerichtet (D) | Polarisation horizontal (H)/ vertikal (V) |
| ----- | -------------- | -------------- | -------- | -------------------------------------------- | ----------------------------------------- |
| 27    | 519,25         | Sat.1          | 1        | D                                            | V                                         |
| 35    | 583,25         | RTL Television | 1        | D                                            | V                                         |

### Sonstige Sendeanlagen
Weitere Sendeanlagen auf diesem Turm:
| Frequenz | Dienst    | Anbieter            |
| -------- | --------- | ------------------- |
| 868 MHz  | LoRaWAN   | Helium Systems Inc. |
|          | Mobilfunk |                     |